# Velyka Pysarivka
Velyka Pysarivka (ukrajinsky Велика Писарівка, rusky Великая Писаревка – Velikaja Pisarevka, polsky Pisarówka) je sídlo městského typu v Sumské oblasti na Ukrajině. K roku 2016 měla přes čtyři tisíce obyvatel.

## Poloha a doprava
Velyka Pysarivka leží na levém, jihovýchodním břehu Vorskly, přítoku Dněpru v úmoří Černého moře. Od Sum, správního střediska oblasti, je vzdálena přibližně devadesát kilometrů jihovýchodně. Nejbližším městem k ní je ruský Grajvoron, který leží osmnáct kilometrů severovýchodně v Bělgorodské oblasti na druhé straně rusko-ukrajinské státní hranice.
Nejbližší železniční stanice je přibližně třicet kilometrů jižně v Bohoduchivu v Charkovské oblasti na trati ze Sum do Charkova.

## Dějiny
Velyka Pysarivka byla založena v roce 1709. Sídlem městského typu je od roku 1959.